# 요한 프리드리히 블루멘바흐
요한 프리드리히 블루멘바흐(Johann Friedrich Blumenbach, 1752년 5월 11일 신성로마제국 고타 ~ 1840년 1월 22일 독일 괴팅겐)는 독일의 의사, 박물학자, 생리학자이자 인류학자이다. 블루멘바흐는 동물학과 인류학에 비교적, 방법적 접근을 제시한 창시자들 중 하나로 여겨지며, 인종 분류를 창시한 사람으로 일컬어진다.
블루멘바흐는 자연사적 측면에서 인류를 연구하였으며, 그는 인류를 다섯 가지 인종으로 분류할 수 있다고 주장했다. 그는 체질인류학 발전의 중요한 인물 중 하나이며, 알렉산더 폰 훔볼트와 같은 후대 독일 생물학자들에게 영향을 주었다.

## 같이 보기
- 과학적 인종주의